# Bolungarvík
Bolungarvík är huvudorten i kommunen Bolungarvíkurkaupstaður på nordvästra Island vid Västfjordarna. Bolungarvík ligger ungefär 473 kilometer från huvudstaden Reykjavik. Bolungarvík har totalt 958 invånare (januari 2021) och turismen spelar en stor roll i det dagliga livet.
Bolungarvík var även inspelningsplatsen för filmen Nói Albínói av Dagur Kári.